# Unité urbaine de Montereau-Fault-Yonne
L'unité urbaine de Montereau-Fault-Yonne est une unité urbaine française centrée sur Montereau-Fault-Yonne, ville de Seine-et-Marne, en région Île-de-France. 

## Données générales
Dans le zonage réalisé par l'Insee en 2010, l'unité urbaine était composée de quatre communes.
Dans le nouveau zonage réalisé en 2020, elle est composée des quatre mêmes communes.
En 2022, avec 31 193 habitants, elle représente la 5e unité urbaine du département de Seine-et-Marne et occupe le 6e rang dans la région Île-de-France.
En 2021, sa densité de population s'élève à 859 hab/km2. Par sa superficie, elle ne représente que 0,62 % du territoire départemental mais, par sa population, elle regroupe 2,19 % de la population du département de Seine-et-Marne.

## Composition de l'unité urbaine en 2020
Elle est composée des quatre communes suivantes :
| Nom                                  | Code Insee | Département    | Statut       | Superficie (km2) | Population (dernière pop. légale) | Densité (hab./km2) | Modifier                                    |
| ------------------------------------ | ---------- | -------------- | ------------ | ---------------- | --------------------------------- | ------------------ | ------------------------------------------- |
| Montereau-Fault-Yonne (ville-centre) | 77305      | Seine-et-Marne | ville-centre | 9,10             | 21 840 (2022)                     | 2 400              | modifier les données · modifier les données |
| Cannes-Écluse                        | 77061      | Seine-et-Marne | banlieue     | 8,63             | 2 742 (2022)                      | 318                | modifier les données · modifier les données |
| Saint-Germain-Laval                  | 77409      | Seine-et-Marne | banlieue     | 8,85             | 2 887 (2022)                      | 326                | modifier les données · modifier les données |
| Varennes-sur-Seine                   | 77482      | Seine-et-Marne | banlieue     | 10,02            | 3 724 (2022)                      | 372                | modifier les données · modifier les données |

## Évolution démographique
| 1968   | 1975   | 1982   | 1990   | 1999   | 2009   | 2014   | 2021   |
| ------ | ------ | ------ | ------ | ------ | ------ | ------ | ------ |
| 25 136 | 27 525 | 26 663 | 26 037 | 25 580 | 24 905 | 27 108 | 31 434 |

#### Données générales
- Unité urbaine
- Aire d'attraction d'une ville
- Liste des unités urbaines de France

#### Données démographiques en rapport avec l'unité urbaine de Montereau-Fault-Yonne
- Aire d'attraction de Paris
- Arrondissement de Provins

#### Données démographiques en rapport avec la Seine-et-Marne
- Démographie de Seine-et-Marne